# 로빈 두트
로빈 두트 (Robin Dutt, 1965년 1월 24일 노르트라인베스트팔렌주 쾰른 ~)는 독일의 전 축구 선수이자 축구 감독이다. 그는 이전에 폴커 핀케가 오랫동안 감독을 맡다 2007년 7월에 떠났던, SC 프라이부르크의 감독직을 맡았던 적이 있다. 그는 이전에 슈투트가르트 키커스의 감독을 4년간 맡은 바 있다. 2011-12 시즌, 그는 바이어 04 레버쿠젠 감독이었던 유프 하인케스가 2011년 3월 21일에 FC 바이에른 뮌헨의 차기 감독으로 확정됨에 따라, 같은 해 7월 1일에 새 감독으로 내정되었다. 그러나 2012년에 바이어 04 레버쿠젠의 감독직에서 경질이 되었다. 그 후 2013년에 SV 베르더 브레멘의 새 감독으로 선임되었으나, 최악의 부진끝에 2014년 10월 경질되었다. 그는 콜카타 출신의 인도인 아버지와 독일인 어머니 사이에서 태어났다.